# ۱۱۴۰ (میلادی)
۱۱۴۰ (میلادی) هزارو صد و چهلمین سال تقویم میلادی است.

## درگذشتگان
‎